# تسلی

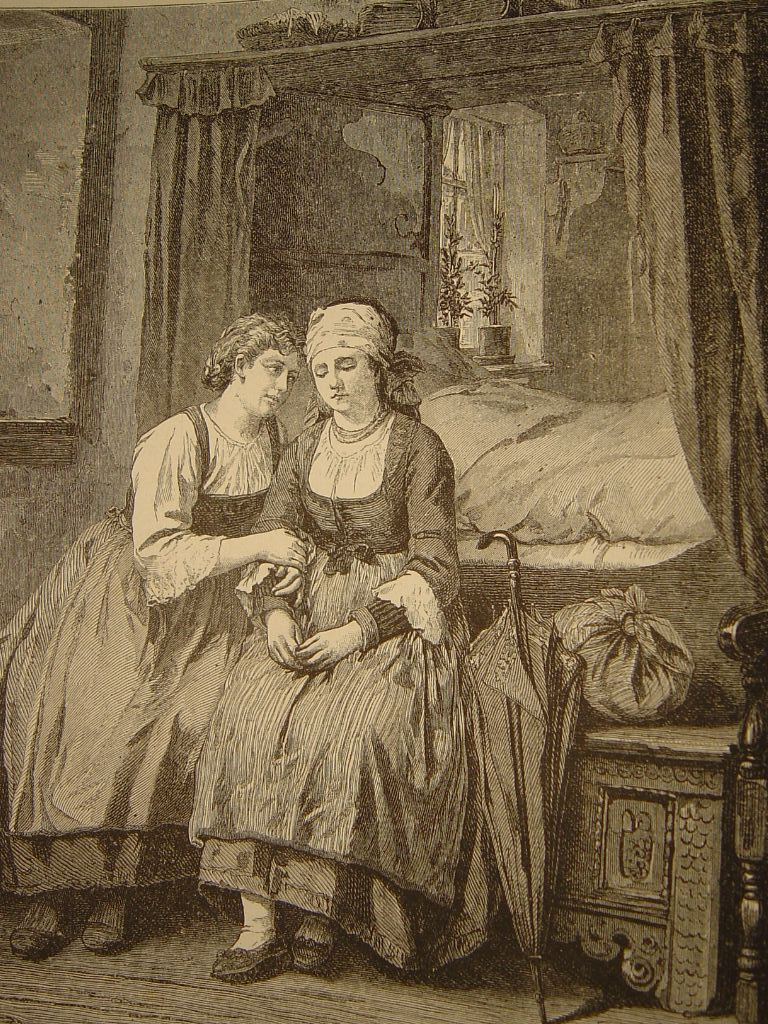
تسلیت، اثر A. Kindler.

تسلی یا تسلی دادن (به انگلیسی: Consolation) یا تسلیت، اصطلاحاتی هستند که به آرامش روانی داده شده به کسی که در شرایط تحمل فقدان شدید چیزی یا ناراحت‌کننده شده‌است، مانند مرگ یکی از عزیزان، اشاره دارد. معمولاً این نوع بیان احساسات با ابراز تاسف مشترک برای آن از دست دادن و برجسته کردن امید برای رویدادهای مثبت در آینده ارائه می‌شود. تسلی موضوع مهمی است که در تاریخ، هنر، فلسفه و روان‌شناسی مطرح می‌شود.
در برخی زمینه‌ها، به‌ویژه در اصطلاح دینی، تسلیت به‌عنوان متضاد یا همتای تجربه «داغان شدن» یا از دست رفتن کامل فرد توصیف می‌شود.